# بهاء الدين شاكر
بهاء الدين شاكر (بالتركية العثمانية: Bahattin Şakir)(1874- 17 أبريل 1922)، سياسي عثماني ولد في القسطنطينية، كان أحد الأعضاء المؤسسين للجنة الاتحاد والتقدم (CUP) ومدير صحيفة الشهرة Shura Sh-Ummett، وهي صحيفة تدعم اللجنة. اعتُقل في نهاية الحرب العالمية الأولى مع أعضاء آخرين في اللجنة من قِبل محكمة عثمانية محلية ثم من قبِل الحكومة البريطانية. وأُرسل إلى مالطا في انتظار محاكمات عسكرية لارتكابه جرائم ضد الإنسانية، تبادله البريطانيون فيما بعد مع رهائن احتجزتهم القوات التركية.

## حياته
ولد بها الدين شاكر في سليفن، بلغاريا. تخرج من كلية الطب العسكرية برتبة نقيب طبي عام 1894، درس الطب الشرعي في فرنسا. في عام 1900 أصبح مساعدًا طبيًا قضائيًا في نفس المدرسة وأحد رواد هذا المجال البحثي مع زميله الدكتور مصطفى خير الله (ديكر). كان شاكر أيضًا الطبيب الخاص ليوسف عزالدين بالإضافة إلى منصبه في المستشفى. أقام شاكر علاقات مع أحمد رضا وأعضاء جمعية الاتحاد والترقي. فنفي إلى أرزنجان، قبض عليه هناك عندما اكتشفت السلطات أنه أرسل مساعات إلى الجمعية فنفي مرة أخرى إلى طرابزون. في عام 1905 هرب إلى مصر ومنها إلى باريس. التقى في باريس بالدكتور ناظم كما عاود الاتصال بأحمد رضا. في المنفى كتب مقالات في صحيفة مجلس الأمة الناطقة بلسان جمعية الاتحاد والترقي.
لعب شاكر دورًا فعالًا في إحياء جمعية الاتحاد والترقي داخل الإمبراطورية العثمانية (بحلول مطلع القرن العشرين كانت منظمة للمثقفين المنفيين). سافر سرا إلى القسطنطينية ووضع البنية التحتية لمركز داخلي جديد للمنظمة. في عام 1906 تأسست جمعية الحرية العثمانية والتي اندمجت مع جمعية الاتحاد والترقي عام 1907 وأصبحت مركزًا داخليًا للنشاط الثوري.

## الحرب الأرمنية الأذربيجانية
ألقى الاتحاد الثوري الأرميني باللوم على بهاء الدين شاكر لتورطه في الحرب الأرمنية الأذربيجانية، وتحديدًا في الاتصالات بين الحزب السياسي الأذربيجاني موسافات ولجنة الاتحاد والتقدم. انخرطت القوات المسلحة الأرمينية في المراحل الأولى من هذه الحرب في مواجهة مسلحة مع القوات الأذربيجانية التي طُرد خلالها العديد من المسلمين من باكو أوقُتلوا. انقلبت الموازين عندما بدأ أنور باشا (وزير حرب الإمبراطورية العثمانية) في المضي قدمًا مع جيش الإسلام المنشأ حديثًا. أمر اللواء البريطاني ليونيل دونسترفيل بإخلاء المدينة في 14 سبتمبر بعد ستة أسابيع من الاحتلال، وانسحب إلى إيران؛ حيث هرب معظم السكان الأرمن مع القوات البريطانية. دخل جيش الإسلام وحلفاؤه من أذربيجان، بقيادة أنور باشا باكو في 15 سبتمبر. ومع ذلك، بعد هدنة مودروس بين بريطانيا العظمى والإمبراطورية العثمانية في 30 أكتوبر، استُعيض عن القوات التركية بالوفاق الثلاثي. وبرئاسة الجنرال البريطاني ويليام طومسون، الذي أعلن نفسه الحاكم العسكري لباكو، وصل 5000 جندي من دول الكومنولث إلى باكو في 17 نوفمبر 1918. وتم تنفيذ الأحكام العرفية في باكو بأمر من الجنرال طومسون.

## الإبادة الجماعية للأرمن

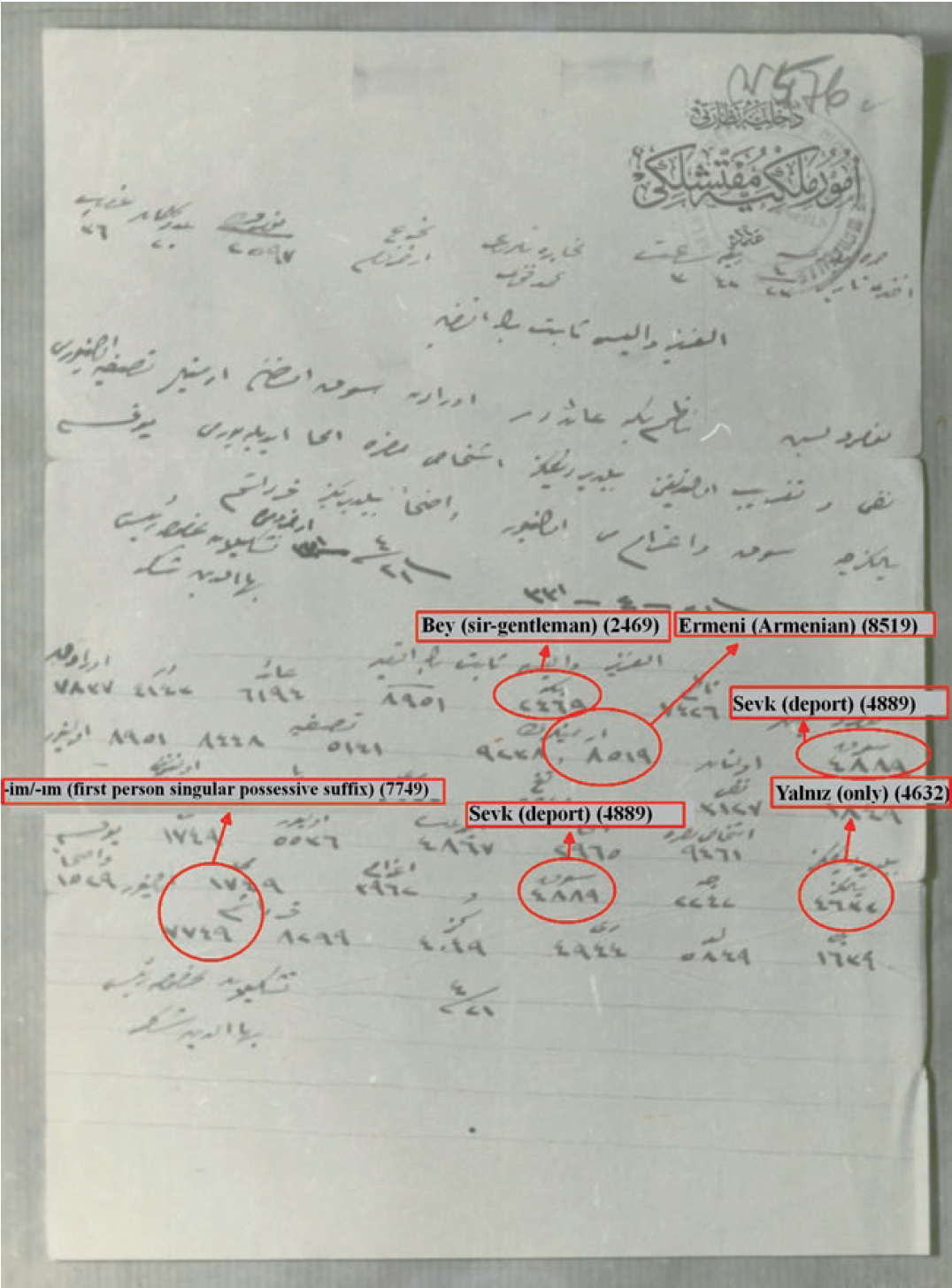
برقية بهاء الدين شاكر 4 يوليو 1915

زُعم أن بهاء الدين شاكر هو الشخصية المركزية في "تشكيلات مخصوصه" (المنظمة الخاصة). كان واحدًا من مهندسي الإبادة الجماعية للأرمن. يستخدم هذا في بعض الأحيان كدليل على الإبادة الجماعية المنظمة من قِبل الدولة باستخدام قانون التهجير. يقول خليل بيركاي إن المسؤولين المحليين اعترضوا على أوامر ترحيل بهاء الدين شاكر وطالبوا باعتقاله. وعادةً ما يُستبدل المُعارضين بالمتشددين بعض الأحيان إذا كان البديل غير سهل.
في خريف عام 1919، قرر الاتحاد الثوري الأرميني (ARF)، وهو جزء من حركة التحرير الوطني الأرمنية، معاقبة منفذي الإبادة الجماعية للأرمن. وفي إطار عملية العدو، تم تكليف أرام يرغيانان وأرشافير شيراكيان بمهمة اغتيال كل من جمال عزمي وبهاء الدين شاكر اللذين كانا في برلين. وفي 17 أبريل 1922، قابل شيراكيان ويرغيانيان عزمي وشاكر اللذين كانا يسيران مع أسرتهما في شارع أولاندستراس. تمكن شيراكيان من قتل عزمي وجرح شاكر فقط. ركض يرغيانان على الفور مُلاحقًا شاكر وقتله بعيار ناري في رأسه. لم يتم اعتقال القتلة قط.